# Snejana Onopka
Snejana Onopka (15 de diciembre de 1986) es una supermodelo Ucraniana.

## Vida y carrera
Onopka se mudó a la capital ucraniana, Kiev, en 2001. Mientras estaba ahí, fue descubierta por un cazatalentos extranjero a la edad de 15 años y comenzó una carrera como modelo.
En 2005, Steven Meisel fotografió a Onopka para las campañas de otoño de Prada y Dolce & Gabbana fall y más tarde la fotografió para Vogue Italia. En septiembre se 2005 debutó en la pasarela desfilando para Marc de Marc Jacobs y abriendo para Dolce & Gabbana y Karl Lagerfeld. En 2006 Steven Meisel la fotografió para las campañas de Calvin Klein y Dolce & Gabbana, Mert Alas y Marcus Piggot la fotografiaron para las campaña de Louis Vuitton y Juergen Teller lo hizo para Yves Saint Laurent. Ese mismo año Onopka se convirtió en el rostro de Lanvin, reemplazando a Lily Donaldson. Onopka ha aparecido en la portada de i-D, Numéro, Harper's Bazaar, L'Officiel, Allure Rusia,  Elle Ucrania, Glamour Rusia y en Vogue Portugal, Japón y Francia. En la pasarela, Onopka ha desfilado para Chanel, Gucci, Anna Sui, Balmain, Dolce & Gabbana, Marc Jacobs e Isabel Marant.
Durante el evento de otoño/invierno 2007 Onopka estuvo ausente, porque estaba filmando para la campaña de Shiseido. Sin embargo, al principio de la  Milan Fashion Week desfiló para Burberry, Jil Sander, Gucci y Dolce & Gabbana.
A través de la carrera, Onopka ha aparecido en campañas de Prada, Lanvin, ck Calvin Klein, Yves Saint Laurent, Louis Vuitton eyewear, Shiseido, Gucci, Gucci Eau de Parfum II, Max Mara, Hugo by Hugo Boss, Hugo de Hugo Boss, Etro y Emilio Pucci.
En septiembre de 2017, Onopka volvió a la pasarela desfilando para Natasha Zinko en la London Fashion Week.